# USS Hake (SS-256)
| «Хейк» | «Хейк»                                                                               | «Хейк»                                                                               |
| --- | ------------------------------------------------------------------------------------ | ------------------------------------------------------------------------------------ |
| USS Hake (SS-256) |                                                                                      |                                                                                      |
| |                                                                                      |                                                                                      |
| Американський ПЧ «Хейк». Червень 1957 |                                                                                      |                                                                                      |
| Верф | General Dynamics Electric Boat, Гротон, Коннектикут                                  | General Dynamics Electric Boat, Гротон, Коннектикут                                  |
| Під прапором | США                                                                                  | США                                                                                  |
| Належність | ВМС США                                                                              | ВМС США                                                                              |
| Порт приписки | Перл-Гарбор, Фрімантл                                                                | Перл-Гарбор, Фрімантл                                                                |
| На честь | риби родини хекових                                                                  | риби родини хекових                                                                  |
| Замовлення | 1 липня 1940                                                                         | 1 липня 1940                                                                         |
| Закладений | 1 листопада 1941                                                                     | 1 листопада 1941                                                                     |
| Спуск на воду | 17 липня 1942                                                                        | 17 липня 1942                                                                        |
| Введений до складу флоту | 30 жовтня 1942                                                                       | 30 жовтня 1942                                                                       |
| Виведений зі складу флоту | 19 квітня 1968                                                                       | 19 квітня 1968                                                                       |
| На службі | 1942—1968                                                                            | 1942—1968                                                                            |
| Сучасний статус | 5 грудня 1972 року списаний на брухт                                                 | 5 грудня 1972 року списаний на брухт                                                 |
| Бойовий досвід | Друга світова війна Тихоокеанський ТВД Холодна війна                                 | Друга світова війна Тихоокеанський ТВД Холодна війна                                 |
| Нагороди | 7 бойових зірок                                                                      | 7 бойових зірок                                                                      |
| Проєкт |                                                                                      |                                                                                      |
| Тип ПЧ | дизель-електричний торпедний ДПЧ                                                     | дизель-електричний торпедний ДПЧ                                                     |
| Розробник проєкту | Electric Boat                                                                        | Electric Boat                                                                        |
| Основні характеристики |                                                                                      |                                                                                      |
| Швидкість (надводна) | 21 вузол (39 км/год)                                                                 | 21 вузол (39 км/год)                                                                 |
| Швидкість (підводна) | 9 вузлів (17 км/год)                                                                 | 9 вузлів (17 км/год)                                                                 |
| Робоча глибина занурення | 60 м                                                                                 | 60 м                                                                                 |
| Гранична глибина занурення | 91 м                                                                                 | 91 м                                                                                 |
| Дальність плавання | 11 000 миль (20 000 км) на швидкості 10 вузлів (18,6 км/год) (надводна)              | 11 000 миль (20 000 км) на швидкості 10 вузлів (18,6 км/год) (надводна)              |
| Автономність плавання | 48 годин на швидкості 2 вузли (3,7 км/год) 75 днів                                   | 48 годин на швидкості 2 вузли (3,7 км/год) 75 днів                                   |
| Екіпаж | 60 офіцерів та матросів                                                              | 60 офіцерів та матросів                                                              |
| Розміри |                                                                                      |                                                                                      |
| Довжина найбільша (по КВЛ) | 95,02 м                                                                              | 95,02 м                                                                              |
| Ширина корпусу найб. | 8,31 м                                                                               | 8,31 м                                                                               |
| Середня осадка (по КВЛ) | 5,2 м                                                                                | 5,2 м                                                                                |
| Водотоннажність надводна | 1 510 т                                                                              | 1 510 т                                                                              |
| Водотоннажність підводна | 2 090 т                                                                              | 2 090 т                                                                              |
| Силова установка |                                                                                      |                                                                                      |
| дизель-електрична; 4 × головні дизельних двигуни Electro-Motive Diesel Model 16-248 2 × 126-секційні хімічних батареї типу «Сарго» 4 × високошвидкісні електродвигуни General Electric з редукторами |                                                                                      |                                                                                      |
| Гвинти | 2                                                                                    | 2                                                                                    |
| Потужність | 2 740-5400 к.с.                                                                      | 2 740-5400 к.с.                                                                      |
| Озброєння |                                                                                      |                                                                                      |
| Артилерія | 1 × 76-мм палубна гармата / 50 калібрів                                              | 1 × 76-мм палубна гармата / 50 калібрів                                              |
| Торпедно- мінне озброєння | 10 × 533-мм торпедних апаратів 16 торпед 2 × 1016-мм мінних загороджувачі (60 мін)   | 10 × 533-мм торпедних апаратів 16 торпед 2 × 1016-мм мінних загороджувачі (60 мін)   |
| ППО | 1 × 40-мм зенітна гармата Bofors L60 1 × 20-мм автоматична зенітна гармата «Ерлікон» | 1 × 40-мм зенітна гармата Bofors L60 1 × 20-мм автоматична зенітна гармата «Ерлікон» |

«Хейк» (англ. USS Hake (SS-256) — американський дизель-електричний океанський підводний човен типу «Гато», що перебував у складі військово-морських сил США у роки Другої світової війни. «Хейк» був закладений 1 листопада 1941 року на верфі компанії General Dynamics Electric Boat у місті Гротон, штат Коннектикут. 17 липня 1942 року він був спущений на воду, а 30 жовтня 1942 року увійшов до складу ВМС США.
Підводний човен брав участь у бойових діях на морі в Другій світовій війні; діяв в Атлантиці, бився у Тихому океані. Загалом здійснив 8 бойових походів, під час яких затопив 7 кораблів та суден, зокрема есмінець «Кадзагумо», а також пошкодив легкий крейсер «Ісудзу», есмінець «Хібікі» і один танкер «Таракан-Мару». За проявлену мужність та стійкість екіпажу у боях «Хейк» удостоєний семи бойових зірок.